# Расстрел в Диавата
Расстрел в Диавата (греч.  Η εκτέλεση στα Διαβατά) — расстрел 101 человек греческого гражданского населения, совершённый 6 июня 1944 года в Диавата, во время тройной, германо-итало-болгарской, оккупации Греции, в годы Второй мировой войны.
Один из самых известных массовых расстрелов совершённых в годы оккупации в (сегодняшней) черте македонской столицы, города Фессалоники.

## Предыстория
Греция была одной из европейских стран, где в годы Второй мировой войны партизанское движение получило широкий размах.
С началом тройной, германо-итало-болгарской оккупации, Греции, инициативу по развёртыванию широкого движения Сопротивления взяла на себя Коммунистическая партия Греции, создав в сентябре 1941 года Национально-освободительный фронт Греции (ЭАМ), который затем приступил к созданию Народно-освободительной армии Греции (ЭЛАС).
В общем-то негустая железнодорожная сеть этой горной страны и в особенности линия Афины — Салоники постоянно подвергалась атакам партизан ЭЛАС.
Достаточно отметить, что только «Отдельный инженерный батальон» Антониса Врацаноса при I фессалийской дивизии ЭЛАС, действовавший на линии Афины — Салоники в районе Олимпа, взорвал 36 железнодорожных мостов и уничтожил 20 железнодорожных составов и 12 паровозов.
В ответ на действия греческих партизан, обычной практикой оккупационных властей были расстрелы на местах атак и диверсий либо жителей близлежащих населённых пунктов:175, либо заложников из числа политических заключённых тюрем и концлагерей:245.
Тюрьмы и лагеря выступали здесь в роли «источников крови»/поставщиков заложников смертников.
Самым известным подобным лагерем в Центральной Македонии был, по выражению писательницы Анны-Марии Друмбуки, «отвратительной славы» лагерь «Павлос Мелас» в Салониках.

## Концлагерь «Павлос Мелас»
Лагерь «Павлос Мелас» был создан турками в 1881 году, в качестве казарм османской армии расположенной в Салониках.
После освобождения македонской столицы греческой армией в 1912 году, лагерь перешёл под контроль греческой армии и был назван именем одного из самых известных македономахов, то есть борцов за воссоединение Македонии с Грецией, Павлоса Меласа
Самым большим зданием лагеря был длинный корпус А2. Перпендикулярно к нему располагалось другое здание, которое образовывло с А2 прямой угол, создавая тем самым центральную площадь лагеря.
Для содержания заключённых также использовались бывшие конюшни военного лагеря.
В своём большинстве заключённые были мужчинами обвиняемыми или подозреваемыми в участии в Сопротивлении и членами компартии, что не исключало наличия в числе заключённых женщин с детьми, а также евреев.
Самым молодым заключённым отмечен Теодорос Валахас — весной 1944 года, когда его доставили в лагерь вместе с матерью, ему было 12 лет.
И после расстрелов число заключённых в этом «резервуаре смертников» не уменьшалось и пополнялось за счёт арестованных в ходе карательных операций.
Заключённые рассматривались как заложники, их смерть использовалась как предупреждение, но их жизнь могла одновременно быть фактором сдерживания нападений партизан:755
Лагерь постоянно действовал как «источник крови» для ответных репрессивных мер оккупантов.
Первая партия смертников была отправлена ещё в октябре 1941 года на демонстративную казнь через повешение в село Калокастро, Серре, Центральная Македония, где уже действовали партизанские отряды.
В начале 1944 года, «года больших карательных операций против банд»:476, лагерь предоставил смертников для десятков расстрелов, в том числе следующих массовых расстрелов:
- 3 марта 1944 года 63 заключённых из лагеря «Павлос Мелас» были расстреляны на дамбе реки Галликос, на дороге из Салоник в Килкис, в ответ на операции отрядов ЭЛАС в этом регионе[2]:83[5]:491.
- 23 февраля, батальон А. Врацаноса взорвал в Темпейском ущелье железнодорожный состав N53, полный солдат и офицеров, направлявшихся на Восточный фронт. Это стоило Вермахту 450 убитых, из них 150 офицеров, включая генерала с его штабом. Эта акция считается одной из самых больших диверсий в оккупированной немцами Европе[7][8][2]:245.

В ответ на эту операцию ЭЛАС, 8 марта оккупационные власти расстреляли 100 заложников. Из них 40 человек из лагеря «Павлос Мелас», 40 человек из лагеря Ларисы и 20 крестьян из близлежащего к месту операции села:91.
- 25 мая, после атаки партизан ЭЛАС в регионе и в самом городе Гумениса, в отместку за убитых в этих боях немецких солдат и офицеров, на окраине этого города были расстреляны 52 заключённых из лагеря «Павлос Мелас»[2]:238[5]:674.

## Расстрел в Диавата 6 июня
Нет серьёзных оснований связывать расстрел 6 июня с высадкой союзников в Нормандии, начавшейся в тот же день.
В книге В. Гунариса и П. Папаполивиу «Налог крови в оккупированных Салониках», а также часто и в сегодняшней прессе, утверждается, что этот расстрел был произведен за «уничтожение не идентифицированного железнодорожного состава» (αντίποινα για αταύτιστο εκτροχιασμό τρένου). Хотя это утвержение делает честь Греческому Сопротивлению (железнодорожные составы подвергались атаке столь часто, что не удаётся определить о какой конкретно атаке идёт речь), оно не отвечает на вопросы, где и когда произошла эта атака, и главное, насколько большими были потери оккупантов, в ответ на которые они организовали этот массовый расстрел.
С другой стороны, вызывает вопросы утверждение профессора «Балканской, славянской и восточной кафедры» Университета Македонии, Стратоса Дорданоса, который в своей книге пишет, что расстрел 6 июня был произведен в отместку за разрушение партизанами телеграфной линии в Катерини.
Однако и сам С. Дорданос задаётся вопросом: «100 человек за простой саботаж ?». Подобное утверждение не вяжется с практиковавшейся нацистами бухгалтерией крови. Разрушение телеграфной линии не оправдывало массовый расстрел такого порядка, однако, независимо от повода, расстрел 6 июня имел место.
На перекличке имён в лагере «Павлос Мелас», вечером 5 июня было объявлено, что сотня заключённых будет переведена в Козани.
Опасения узников подтвердились на рассвете, когда им было приказано оставить вещи в камерах:255.
Один за другим из камер вышли 98 человек, обращаясь к остающимся со словами «не забывайте нас», «отомстите».
Подвезли ещё трёх смертников из клиники Ваяноса, превращённой нацистами в место пыток.
Перед погрузкой на грузовики смертники стали петь и танцевать Танец Залонго:
Рыба не живёт на суше,
и цветы в песках,
эллины не могут
без свободы, в кандалах.
Оставшиеся в лагере узники слышали из уходящих 6 грузовиков Национальный гимн.
Грузовики остановились на девятом километре шоссе Салоники — Килкис, у села Диавата.
Расстрел завершился в 8 утра.
В собранных после войны списках имён расстрелянных фигурируют лица от 17 (Александрос Валаванис) и до 67 лет.
В числе расстрелянных был Костас Хадзималис, член Центрального Комитета и секретарь городской организации компартии Греции, бывший многие годы редактором печатного органа компартии, газеты Ризоспастис. Однако в силу того, что Хадзималис был арестован в ходе рутинной облавы, немцы не знали его настоящего имени.

## Сегодня
Братская могила в дальнейшем оказалась на территории промышленной зоны, на участке, приобретённом Национальным банком Греции.
Попытка поставить над братской могилой скромный памятник упиралась в собственность банка.
Несмотря на своё «национальное имя», банк долгое время отказывался передать хотя бы 100 кв. метров из 800 кв. метров братской могилы:256
Установленный в конечном итоге памятник не только скромный, но и доступ к нему осложнён в силу ограниченной площади.
Лагерь «Павлос Мелас» использовался армией до конца 90-х годов, после чего оставался запущенным.
Впоследствии территория лагеря и его заброшенные здания перешли в ведомство муниципалитета.
Напротив лагеря был установлен памятник Национальному Сопротивлению.
Сегодняшние (2019) планы муниципалитета предусматривают создание на территории бывшего лагеря парка и Музея Национального Сопротивления в одном из зданий лагеря.